# フェラーリ・F1-75
フェラーリ・F1-75 (Ferrari F1-75) は、スクーデリア・フェラーリが2022年のF1世界選手権参戦用に開発したフォーミュラ1カーである。開発コードは674となる。

## 概要
2022年2月17日にオンラインで発表された。車名の「F1-75」は、最初の量産車が出荷されてから75周年という節目の年にちなむ。
ボディ全体は濃い赤、前後のウイングが黒で塗られており、1980〜1990年代のフェラーリのマシンを彷彿させている。

## 2022年シーズン
ドライバーはシャルル・ルクレールとカルロス・サインツのラインナップを継続。
開幕前のバルセロナでのテストでは、2日目に最速タイム、3日間を通じて最多の走行距離を記録するなど好調さを見せた。

### 開幕戦〜第5戦
開幕戦バーレーンGPの予選は、ルクレールがポール、サインツが3位。決勝はレッドブル勢との争いとなったが、レース終盤に相次いでリタイアしたため、ルクレールがポール・トゥ・ウィン、2位にサインツが入り2019年のシンガポールGP以来の1-2フィニッシュを飾った。また、ルクレールはファステストラップも記録したことにより、自身初のハットトリックを達成した。
第2戦サウジアラビアGPの予選は、ルクレール2位、サインツ3位。決勝の序盤はセルジオ・ペレスに先行を許すが、ピットインとセーフティカー導入のタイミングにより、ルクレールがトップに立つ。レース終盤までリードしていたが、再びセーフティカーが導入されたことにより、残り10周はマックス・フェルスタッペンとの一騎打ちとなった。46周目にトップを明け渡したあとも食らい付いたが、0.5秒差の2位となった。サインツは3位。
第3戦オーストラリアGPの予選は、ルクレールがポール、サインツ9位。。決勝は予選で出遅れたサインツがハードタイヤでスタートしたものの、5つ順位を落としたうえに2周目にコースアウトしリタイアを喫する。ルクレールは終始レースをリード、開幕戦以来のポール・トゥ・ウィンを達成。ファステストラップと全周ラップリーダーも記録したことにより、自身初のグランドスラムを達成した。
第4戦エミリア・ロマーニャGPの予選は、ルクレールが2位、サインツは10位。翌日のスプリントはルクレールがスタートでトップに立ったが、20周目に交わされ2位。サインツは追い上げて4位だった。決勝はスタートでルクレール・サインツ共に出遅れたうえ、サインツはダニエル・リカルドに接触されコースアウトし2戦連続のリタイア。ルクレールはレース終盤にソフトタイヤで2位のペレスを追撃したが、残り10周のバリエンテ・アルタの縁石に乗り上げスピン。フロントウイングを破損させ、再びピットイン。最終的に6位でレースを終えた。
第5戦マイアミGPの予選はルクレールがポール、2位にサインツでフロントローを独占した。決勝はスタート直後にサインツはフェルスタッペンに交わされポジションを落とした。さらに10周目にはルクレールもフェルスタッペンに交わされポジションを落とし、その後は徐々に差を広げられる展開で勝機は見出せず、ルクレール2位、サインツ3位でレースを終えた。

## 記録
４（key）
| 年   | No. | ドライバー | BHR | SAU | AUS | EMI | EMI | MIA | ESP | MON | AZE | CAN | GBR | AUT | AUT | FRA | HUN | BEL | NED | ITA | SIN | JPN | USA | MXC | SÃO | SÃO | ABU | ポイント | ランキング |
| ---- | --- | ---------- | --- | --- | --- | --- | --- | --- | --- | --- | --- | --- | --- | --- | --- | --- | --- | --- | --- | --- | --- | --- | --- | --- | --- | --- | --- | -------- | ---------- |
| 2022 | 16  | ルクレール | 1   | 2   | 1   | 2   | 6   | 2   | Ret | 4   | Ret | 5   | 4   | 2   | 1   | Ret | 6   | 6   | 3   | 2   | 2   | 3   | 3   | 6   | 6   | 4   | ２  | 524*     | 2位*       |
| 2022 | 55  | サインツ   | 2   | 3   | Ret | 4   | Ret | 3   | 4   | 2   | Ret | 2   | 1   | 3   | Ret | 4   | 4   | 3   | 8   | 4   | 3   | Ret | Ret | 5   | 2   | 3   | ４  | 524*     | 2位*       |

- 太字はポールポジション、斜字はファステストラップ
- * : 今シーズンのポイント及び順位（2022年オーストリアグランプリ終了時点）。